# 毓德铺镇
毓德铺镇，是中华人民共和国湖南省常德市汉寿县下辖的一个乡镇级行政单位。

## 行政区划
毓德铺镇下辖以下地区：
毓德铺社区、东仓铺村、李家冲村、南洋咀村、长巷村、太坪村、桂花村、毛家冲村、冷铺山村、清水塘村、荷花村、花墙村、泥湾村、永固村、乔家湾村、周家咀村和相公山村。